# Debito di sangue (film)
Debito di sangue (Blood Work) è un film del 2002 prodotto, diretto e interpretato da Clint Eastwood.
Il soggetto, tratto dall'omonimo romanzo di Michael Connelly, riguarda la sfida tra un serial killer e un agente dell'FBI cui però sopraggiungono gravi problemi di salute.

## Trama
Terry McCaleb è un attempato detective dell'FBI ossessionato da un pericoloso serial killer che lo sfida lasciando messaggi. In un inseguimento col suo nemico McCaleb viene colpito da infarto. Due anni dopo subisce un trapianto di cuore. Non fa in tempo a ristabilirsi dall'intervento che una donna, Graciella Rivers, riesce a convincerlo a occuparsi dell'omicidio della sorella. McCaleb, ormai in pensione, accetta il caso perché il cuore che gli permette ora di tornare ad una vita quasi normale è proprio quello di quella donna, vittima di un rapinatore di un minimarket.
Contro le raccomandazioni del medico curante, l'ex agente dell'FBI si getta anima e corpo nell'indagine, sfruttando le proprie amicizie nella polizia. Il caso della donna è da collegarsi all'omicidio di un uomo in circostanze analoghe avvenuto due settimane prima. Dopo aver seguito numerose false piste, McCaleb scopre che il legame tra i due assassinati sta nel fatto che entrambi erano donatori di sangue, ed entrambi avevano un gruppo sanguigno non comune, lo stesso suo. Ristudiando le modalità dei delitti, tutti e due filmati da telecamere di sorveglianza, giunge alla conclusione che l'assassino ha con ogni probabilità voluto uccidere sapendo che la vittima avrebbe potuto donare il proprio cuore ad una persona in attesa di trapianto e con lo stesso gruppo sanguigno.
Così McCaleb, unendo un ulteriore indizio legato al codice che il serial killer da lui braccato usava lasciare, scopre con molta amarezza che la persona che sta cercando è Buddy, un uomo diventato suo grande amico, dopo che è andato ad abitare nella barca vicino alla sua. L'assassino, che viveva del dualismo con l'agente, ha temuto per la sua vita, al punto da assumersi il compito di provvedere a salvargliela, per poi ricominciare il gioco del gatto col topo. Liberati Graciella e suo nipote dalle grinfie di Buddy Noone, che li aveva rapiti, McCaleb giustizia il serial killer che in punto di morte gli ricorda di averlo salvato. Quindi con la donna, e con il bambino figlio di colei che è stata uccisa per salvarlo, ricomincia una nuova vita.

## Accoglienza
Il film ebbe una tiepida accoglienza da parte della critica e ottenne un incasso molto inferiore alle aspettative, totalizzando meno di 32 milioni di dollari a fronte di un budget di circa 50 milioni.